# 김우석 (1996년)
김우석(金佑錫, 1996년 10월 27일 ~ )은 대한민국의 가수, 배우로 보이 그룹 업텐션의 서브보컬을 맡았었다. 본래 '우신'이라는 예명으로 활동하다가, 엑스원이 해체하고 티오피미디어로 복귀한 후에는 본명으로 활동하고 있다. 현재는 솔로 활동과 배우 활동을 하고 있다.

## 학력
- 대전송촌중학교 (졸업)
- 고등학교 졸업학력 검정고시 (합격)
- 한림연예예술고등학교 실용무용과 (졸업)
- 동아방송예술대학교 방송연예과 K-POP 전공 (중퇴)
- 글로벌사이버대학교 방송연예과 (재학)[1]

## 음반 목록

### 솔로 활동
- 1ST DESIRE [GREED] (2020)
- 2ND DESIRE [TASTY] (2021)
- 3RD DESIRE [Reve] (2022)

## 음반 외 활동

### 텔레비전 프로그램
- 대국민 토크쇼 안녕하세요 (2016년 5월 16일) - 게스트
- 더 쇼 (2016년 10월 11일 ~ 2017년 4월 25일) - 고정 진행자
- 게임쇼 유희낙락 (2017년 1월 7일 ~ 2017년 4월 1일) - 게임단 멤버 (희철이네 게임단)
- 미스터리 음악쇼 복면가왕 (2017년 1월 22일 ~ 2017년 1월 29일) - 연예인 판정단
- PRODUCE X 101 (2019년 5월 3일 ~ 2019년 7월 19일) - 출연자
- 미스터리 음악쇼 복면가왕-참가자(왜들그리 다운돼있어?가왕석까지 소리질러~불타는 금요일)
- 신상출시 편스토랑 (2020년 5월 1일 ~ 2020년 5월 22일) - 스페셜 MC
- 개는 훌륭하다
- 황금어장 라디오스타 (2020년 7월 15일)
- 트웬티트웬티 (2020년 8월 15일 ~ 2020년 10월 28일) - 이현진 역
- 도시어부 시즌2
- 손현주의 간이역 (2021년 5월 22일 ~ 2021년 5월 29일)
- 불가살 (2021년 12월 18일 ~ 2022년 2월 6일) - 남도윤 역
- 9low On Top - 심사위원

### 드라마
- 트웬티트웬티 (2020년 8월 15일 ~ 2020년 10월 28일) - 이현진 역
- 2021년 tvN 주말드라마 《불가살》 - 남도윤 역
- 2023년 시네마천국 주말드라마 《핀란드 파파》 - 백우현 역
- 2023년 U+모바일tv 웹드라마 《밤이 되었습니다》 - 김준희 역

## 수상 및 후보

### 음악 방송 1위
| 연도            | 수상 내역 (총 )                                                                                |
| --------------- | ---------------------------------------------------------------------------------------------- |
| 2021년 (총 2회) | - Sugar (총 2회) - 2월 18일 M.net 《엠카운트다운》 1위 - 2월 19일 KBS 《뮤직뱅크》 K-Chart 1위 |
| 2022년 (총 1회) | - Switch (총 1회) - 3월 18일 KBS 《뮤직뱅크》 K-Chart 1위                                      |
| 2023년 (총 1회) | - Blank Page (총 1회)                                                                          |